# Manuel Machado
Manuel Machado Ruiz (Sevilla, 29 de agosto de 1874-Madrid, 19 de enero de 1947) fue un poeta y dramaturgo español, enmarcado en el modernismo. Fue hermano del también poeta Antonio Machado, así como del pintor José Machado.

## Primeros años

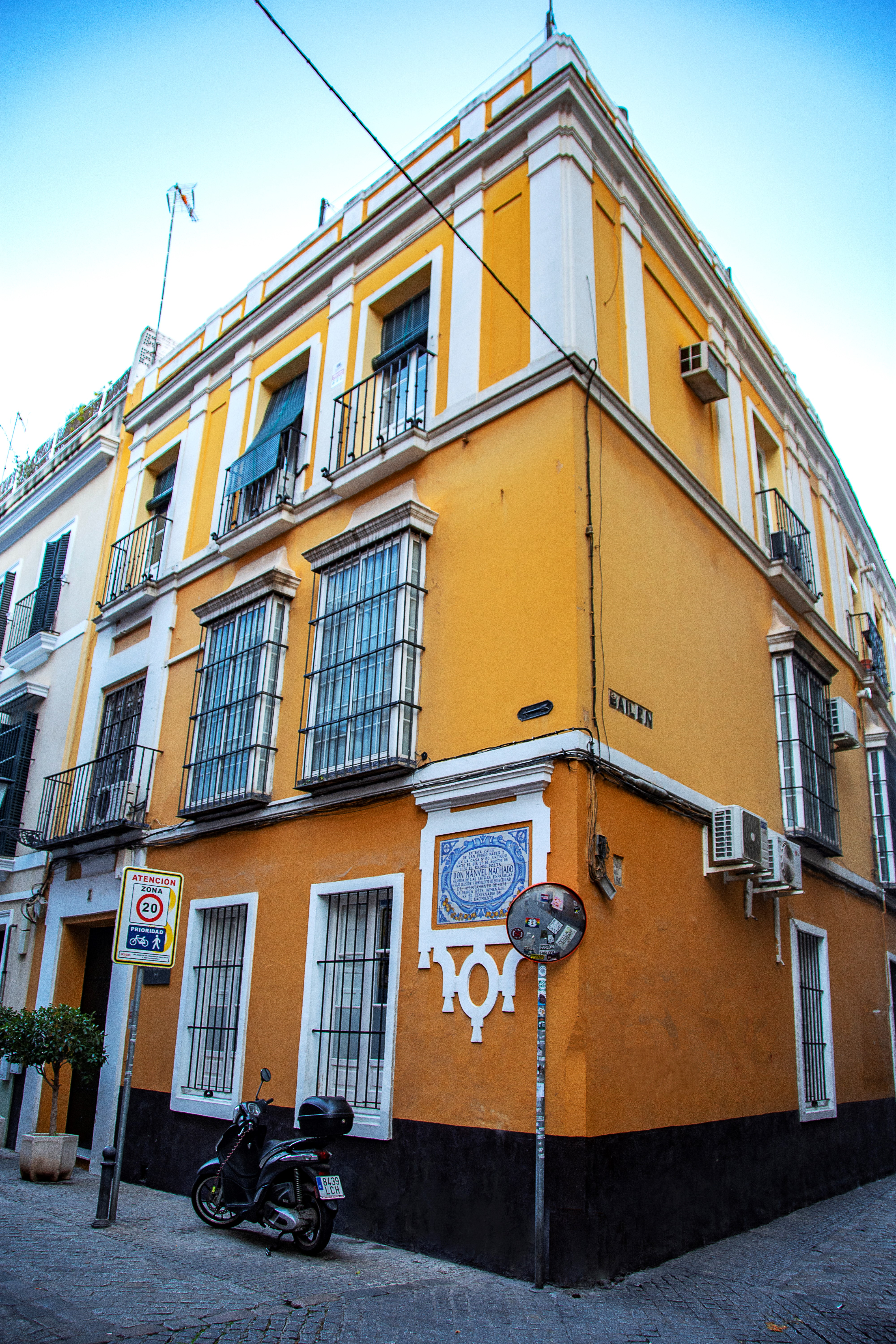
Azulejo que refleja el lugar donde se encontraba la casa natal de Manuel Machado, ubicada donde hoy se encuentra el Hotel Madrid, en el número 22 de la calle San Pedro Mártir de Sevilla.

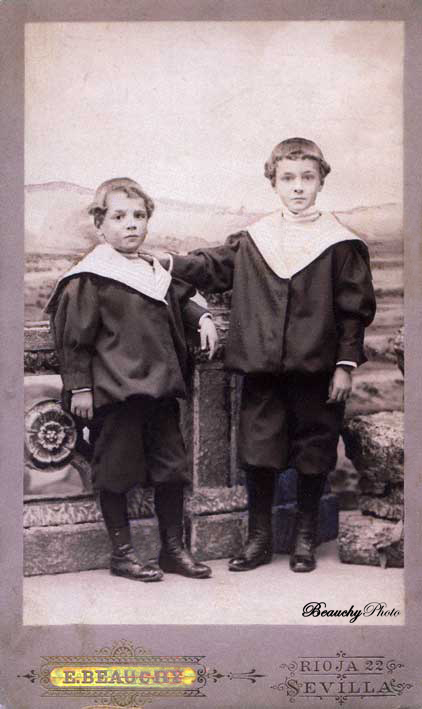
Retrato de Manuel y Antonio Machado en 1883.

Manuel fue el primer hijo de Ana Ruiz Hernández y Antonio Machado Álvarez, al que seguirían Antonio, José, Joaquín y Francisco.
Nacido a las dos y media de la madrugada del 29 de agosto de 1874 en el número 20 de la calle de San Pedro Mártir, su infancia transcurrió en el espacio bucólico del Palacio de las Dueñas, donde su familia había alquilado una de las estancias destinadas a particulares. Cuando Manuel tenía diez años, la familia se trasladó a Madrid, al conseguir Antonio Machado Núñez, el abuelo paterno, una cátedra en la Universidad Central.

## Juventud
En Madrid, inició con sus hermanos sus estudios en la Institución Libre de Enseñanza, dirigida por Francisco Giner de los Ríos, gran amigo del abuelo de Manuel. Más tarde, los completó con el bachiller y una licenciatura en Filosofía y Letras por la Universidad de Sevilla, finalmente conseguida el 8 de noviembre de 1897. En esa época conoció, en la capital andaluza, a Eulalia Cáceres, con la que se casaría trece años después.
Entregado a la vida bohemia madrileña junto con su hermano Antonio, Manuel empezó a dar a conocer sus primeras poesías y colaborar en jóvenes publicaciones como las editadas por Francisco Villaespesa y Juan Ramón Jiménez. A comienzos de la década de 1890 contribuyó con algunos poemas en la revista El Álbum Ibero-Americano. En marzo de 1898, Manuel viajó a París para trabajar como traductor en la editorial Garnier. En 1902, aún en París, publicó su primer libro: Alma, un término clave del vocabulario simbolista. Permaneció en la capital francesa hasta 1903, compartiendo piso con Enrique Gómez Carrillo, Amado Nervo y Rubén Darío, y, en la última etapa, con el actor Ricardo Calvo, que también acogió en su apartamento a otros dos Machado: Antonio y Joaquín (que regresaba de su experiencia americana «enfermo, solitario y pobre»).
De regreso en España, desarrolló una intensa actividad literaria con colaboraciones en el recién fundado diario ABC y en la veterana Blanco y Negro. En 1903, estrenó en Sevilla Amor al vuelo, comedia burguesa con final feliz escrita en colaboración con su amigo de la infancia José Luis Montoto (hijo del folclorista Luis Montoto). Mucha más trascendencia tuvo la publicación en 1905 de su libro Caprichos, con dibujos de su hermano José.
Tras publicar El mal poema y vivir itinerante entre Madrid y Barcelona, acaba recalando de nuevo en Sevilla. Allí, se casa en la parroquia de San Juan de la Palma el 16 de junio de 1910 con la paciente Eulalia Cáceres Sierra, de treinta años de edad (Manuel está a punto de cumplir los 36). El matrimonio se trasladó a Madrid, donde, según Pérez Ferrero, el libertino Manuel Machado «se consagró a su mujer con devoción única».

## Madurez
En 1913, Manuel opositó al Cuerpo Facultativo de Archiveros, Bibliotecarios y Arqueólogos, consiguiendo una plaza en Santiago de Compostela, la cual, gracias a influencias en el Ministerio, le permutaron por una en la Biblioteca Nacional de Madrid, y, al año siguiente, dobló su funcionariado con otra plaza de archivero en el Ayuntamiento de Madrid. Como director de la Biblioteca Municipal (más tarde Biblioteca Histórica Municipal) y el Museo Municipal de Madrid, impulsó varias revistas literarias de escasa duración.

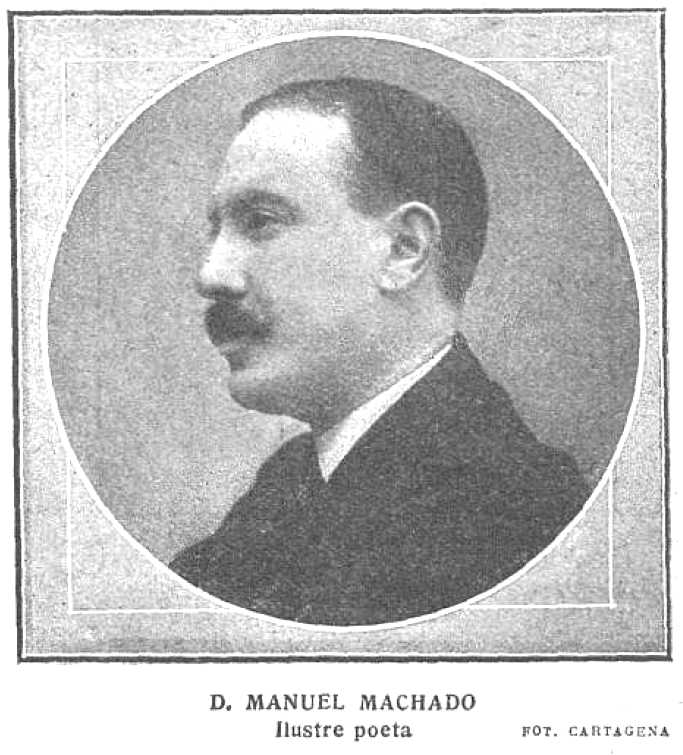
Retratado en Mundo Gráfico (1914)

En 1914, estalla la Primera Guerra Mundial y Manuel deja clara su posición "aliadófila" en diversos escritos (Día por día de mi calendario, 1918). Acabada la contienda, viajó por Francia y Bélgica como corresponsal de El Liberal.
En 1921, publicó el que muchos especialistas han considerado su mejor poemario: Ars moriendi. Al hilo de la gran acogida que tiene el libro y la decisión del poeta de retirarse con él del ruedo poético, se cruza entre Manuel y Antonio una discusión epistolar en la que Manuel acaba escribiendo: «Tu poesía no tiene edad. La mía sí la tiene». Sentencia contra la que Antonio Machado concluirá, en otra carta: «La poesía nunca tiene edad cuando es verdaderamente poesía».
A lo largo de los años veinte, los dos hermanos colaboran, con gran éxito —popular y de la crítica—, en una serie de comedias en verso en un alarde de entendimiento creativo. José Antonio Primo de Rivera asiste con su padre al homenaje rendido a los dos Machado con motivo del estreno de La Lola se va a los puertos. En el discurso que pronuncia esa noche del 28 de noviembre de 1929 (el primero del que ha quedado noticia), el joven (que luego sería líder falangista) dijo, según recogió luego la crónica de Blanco y Negro, «[...] dos intelectuales henchidos de emoción humana, receptores y emisores de la gracia, la alegría y la tristeza populares...».
En 1931, en un acto celebrado en el Ateneo de Madrid el 26 de abril de ese año, Manuel hace público (en colaboración con el músico Oscar Esplá) el borrador de un himno para la Segunda República Española (que provisionalmente había adoptado el de Riego). Los primeros versos, escritos por Manuel en su fervor republicano, decían así:
Es el sol de una mañana
de gloria y vida, paz y amor.
Libertad florece y grana
en el milagro de su ardor.
¡Libertad!
España brilla a tu fulgor,
como una rosa de Verdad.
Manuel Machado aparece en la lista de intelectuales españoles que el 11 de febrero de 1933 fundaron la Asociación de Amigos de la Unión Soviética. Sin embargo, a partir de ese mismo año, Manuel exteriorizó su posición personal ante los acontecimientos sociopolíticos que le rodeaban. En un artículo del diario madrileño La Libertad, Manuel Machado fijó su ideología:

El mundo se debate hoy —lejos de toda libertad— entre dos dictaduras: la capitalista y la colectivista, la burguesa y la proletaria, entre el fascismo y el comunismo. Ambas son igualmente enemigas de la individualidad(...). Ambas son para mí igualmente detestables.

## Vejez
El estallido de la Guerra Civil española le separó físicamente del resto de su familia. El golpe de Estado del 18 de julio sorprende a Manuel y Eulalia en Burgos, visitando como todos los años a Carmen Cáceres, religiosa de la orden de las Esclavas del Sagrado Corazón. El matrimonio se hospeda en la pensión Filomena, entre toreros, intelectuales, actores, militares, funcionarios y periodistas. Sus contertulios van desde el amigo Ricardo Calvo o el diestro Marcial Lalanda hasta Juan Ignacio Luca de Tena o el futuro ministro José Ibáñez Martín.

Una entrevista concedida a una revista francesa (Comoedia), ese mismo julio de 1936, en la que Manuel comete la indiscreción de comentar que «esto puede durar siete años, como la guerra carlista», es aprovechada por Mariano Daranas, corresponsal de ABC en París, para denunciar al «eminente lírico y afortunado burócrata». Ha estallado el festival de las envidias en España, que causarán tantos muertos o más que las acciones bélicas. Manuel Machado fue detenido por la policía el 29 de septiembre, permaneciendo encarcelado hasta el 1 de octubre (gracias a una larga lista de intercesores, de cuya certeza no ha podido llegarse a dar referencia cierta).

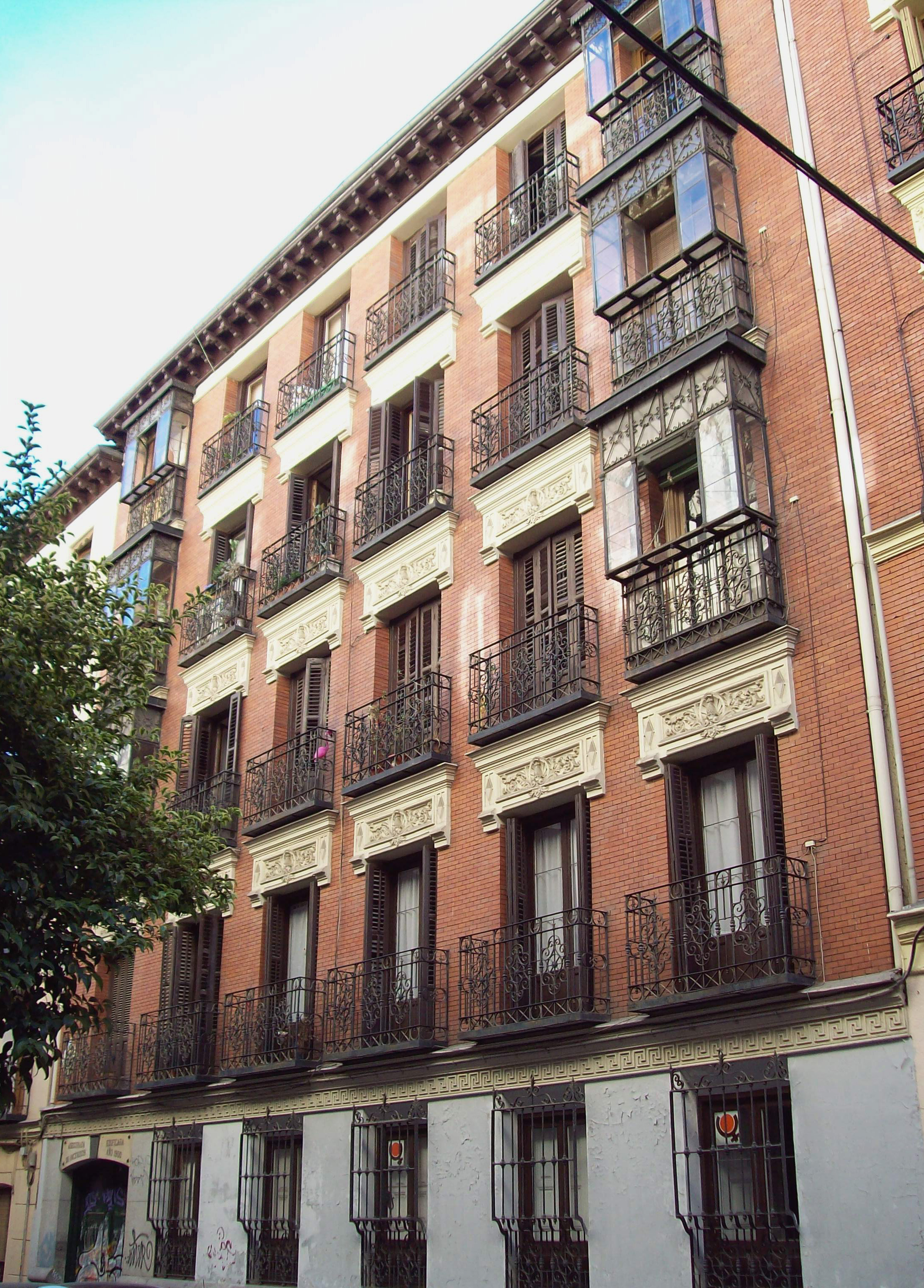
Edificio de la calle Churruca de Madrid en el que vivió Manuel Machado desde 1919 hasta su muerte.

Miguel Pérez Ferrero, uno de sus primeros biógrafos junto con Miguel d'Ors, relata el suceso del inesperado nombramiento de Manuel como académico de la Lengua Española. La noticia se la dan «dos escritores que llegan de Salamanca» (Pemán y D'Ors), comunicándole su elección por unanimidad con fecha de 5 de enero de 1938, y a condición de que tomase posesión de inmediato. Manuel aceptó, pronunciando en el Palacio de San Telmo de San Sebastián su discurso de ingreso en torno a su propia obra el 19 de febrero de ese mismo año. Durante el acto lee, además, su conocido soneto dedicado a Franco —a quien se refiere como Caudillo de la nueva Reconquista—, cuyo verso final daba título al poema: «¡la sonrisa de Franco resplandece!».
Manuel continuó escribiendo poesía y participando en proyectos como Los versos del combatiente o la Corona de sonetos en honor de José Antonio Primo de Rivera, culminando su compromiso político-literario con el poema Al sable del Caudillo, al tomar Madrid las tropas golpistas en 1939. No ha quedado claro cómo se llegó a enterar Manuel de la muerte de su madre y de su hermano Antonio. Entraron en Francia en dirección París, pero en el camino se les informó de que las muertes habían ocurrido en Colliure, donde acudieron él y Eulalia y permanecieron dos días, regresando luego a Burgos.
Tras la guerra se reincorporó a su cargo de director de la Hemeroteca y del Museo Municipal de Madrid, jubilándose poco después. Siguió escribiendo poesía, en gran parte de carácter religioso, influido por su esposa y el entorno. Fallecido en Madrid el 19 de enero de 1947, fue enterrado en el cementerio de La Almudena, tras un funeral presidido por el ministro de Educación Nacional, Ibáñez Martín y José María Pemán, en aquellos días director de la Real Academia. Tras hacer donación de la biblioteca y archivo de su marido a la Diputación Provincial de Burgos y la Institución Fernán González, su viuda ingresó en una congregación religiosa dedicada al cuidado de niños abandonados y enfermos.

## Obra
Manuel Machado continuó, en algunos aspectos, la tarea de su padre como divulgador y renovador del folclore popular y el cante hondo. Su producción poética abunda en estructuras idóneas para el cante: coplas, seguidillas y soleares. Creó una nueva variante de soleá, en la que el verso central tiene un número desproporcionado de sílabas (9, 10, 11, o más sílabas), que bautizó como soleariyas. También, cultivó el romance, los cuartetos y serventesios, y el soneto, estrofa que renovó con una variante (el sonetillo), que utiliza versos de arte menor, generalmente octosílabos y, en algún caso, trisílabos (como en el sonetillo titulado Verano).
Influido por Verlaine y Rubén Darío, su verso aparece ingenioso, ágil y expresivo, con huellas del parnasianismo y los poetas malditos franceses. A menudo se ha contrapuesto esta vertiente definidamente modernista con su inserción en el contexto la generación del 98.

### Libros de poemas

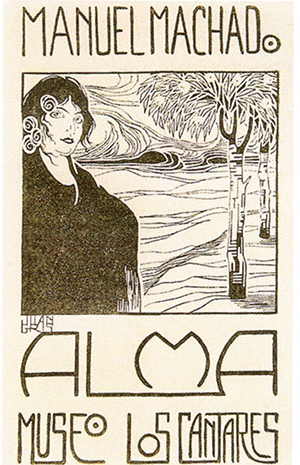
Edición de Alma. Museo. Los cantares, a cargo del librero Gregorio Pueyo y dibujo de portada de Juan Gris.